# Hráči z Indiany
Hráči z Indiany (v anglickém originále Hoosiers) je americký sportovní dramatický film z roku 1986, který napsal Angelo Pizzo a režíroval David Anspaugh ve svém celovečerním režijním debutu. Vypráví příběh středoškolského basketbalového týmu z malého města v Indianě a jeho cesty do finále státního šampionátu. Film je částečně inspirován týmem střední školy Milan, který v roce 1954 vyhrál státní mistrovství.
Gene Hackman hraje Normana Dalea, nového trenéra s problematickou minulostí. Ve filmu dále hrají Barbara Hershey a Dennis Hopper, jehož role basketbalem posedlého městského opilce mu vynesla nominaci na Oscara. Za svůj hudební doprovod byl na Oscara nominován také Jerry Goldsmith. V roce 2001 byl film Hráči z Indiany zařazen do Národního filmového registru Spojených států při Knihovně Kongresu jako dílo „kulturně, historicky nebo esteticky významné“.

## Děj
V roce 1951 přijíždí Norman Dale do Hickory v Indianě jako učitel a hlavní trenér basketbalu. Město je zklamané, protože nejlepší hráč Jimmy Chitwood opustil tým po smrti trenéra, který byl jeho otcovskou figurou. Učitelka Myra Fleener varuje Dalea, aby Jimmyho nerekrutoval, a podporuje ho v soustředění na studium.
Tým má jen sedm hráčů, ale Dale okamžitě zavádí přísnou disciplínu. V prvním zápase trestá hráče za nedodržování jeho strategie a ponechává na hřišti jen čtyři hráče. Jeho pomalý, defenzivní styl a volba asistenta – alkoholika Shootera Flatche – vyvolávají odpor. Město hlasuje pro Daleovo odvolání, ale Jimmy oznámí svůj návrat do týmu pouze pod podmínkou, že Dale zůstane. Nové hlasování trenéra podrží.
S Jimmym tým začíná vyhrávat. Dale úmyslně nechá Shootera vést zápas, čímž mu vrací sebevědomí. Přes Shooterův relaps se Huskers dostanou do finále, kde čelí silnému týmu South Bend Central. V rozhodujícím momentu Dale navrhne finální akci, ale Jimmy prohlásí: „Dám to.“ A skutečně – jeho střela v poslední vteřině přináší Hickory vítězství a titul mistra státu. Na závěr vidíme týmovou fotografii s trofejí a slyšíme Daleova slova: „Mám vás rád.“